# Телица (Молдова)
Телица (рум. Telița) — село в Новоаненском районе Молдавии. Является административным центром коммуны Телица, включающей также село Новая Телица.

## География
Село расположено на высоте 66 метров над уровнем моря, у реки Днестр.

## Население
По данным переписи населения 2004 года, в селе Телица проживает 1187 человек (596 мужчин, 591 женщина).
Этнический состав села:
| Национальность | Число жителей | Процентный состав |
| -------------- | ------------- | ----------------- |
| молдаване      | 1147          | 96.63             |
| цыгане         | 20            | 1.68              |
| русские        | 12            | 1.01              |
| румыны         | 4             | 0.34              |
| украинцы       | 2             | 0.17              |
| болгары        | 1             | 0.08              |
| прочие         | 1             | 0.08              |
| Всего          | 1187          | 100%              |